# Gruvbyn
Gruvbyn är en by på Utö i Utö socken i Haninge kommun i Stockholms län. SCB klassade år 1990 och åter 2023 orten som en småort.
I byn ligger Utö Värdshus och intill finns Utö gruvor.